# Tabanus soubiroui
Tabanus soubiroui är en tvåvingeart som beskrevs av Surcouf 1922. Tabanus soubiroui ingår i släktet Tabanus och familjen bromsar. Inga underarter finns listade i Catalogue of Life.